# ツィールトハイム
ツィールトハイム (ドイツ語: Ziertheim) は、ドイツ連邦共和国バイエルン州シュヴァーベン行政管区のディリンゲン・アン・デア・ドナウ郡に属す町村（以下、本稿では便宜上「町」と記載する）である。この町はヴィッティスリンゲン行政共同体に加盟している。

## 地理
この町はシュヴァーベン北部、ラウインゲンの北約 9 km のシュヴェービシェ・アルプ辺縁部のエガウタールに位置している。北の町境は、バイエルン州とバーデン＝ヴュルテンベルク州との州境となっている。西には、シュヴェービシェ・アルプ最大の湿地帯ダッテンハウザー・リートがあり、その半分がツィールトハイム町内にある。
この自治体は、3つのゲマインデタイル（村落、集落、開墾地などの小地区）からなる。
- ダッテンハウゼン
- ライスティンゲン
- ツィールトハイム

地域再編までこれら3つの地区はそれぞれ独立した自治体であった。町内の3つのゲマルクングは、合併前の旧自治体の範囲にあたる。

## 歴史
この町は、1232年に初めて Zurtin として記録されており、1471年には Zürtheim と記述されている。

### 19世紀
ツィールトハイムは、ネーレスハイム帝国修道院領の一部として、帝国代表者会議主要決議に伴い1803年にトゥルン・ウント・タクシス公領に編入され、1806年にバイエルン王国によって陪臣化された。ツィールトハイムを除く旧帝国修道院領は1810年にヴュルテンベルク王国に分離された。

### 町村合併
バイエルン州の地域再編に伴い、1978年5月1日にダッテンハウゼンとライスティンゲンがこの町に合併した。
| 年         | 1961 | 1970 | 1987 | 1991 | 1995 | 2000 | 2005 | 2010 | 2015 | 2020 |
| ---------- | ---- | ---- | ---- | ---- | ---- | ---- | ---- | ---- | ---- | ---- |
| 人口（人） | 1207 | 1186 | 1083 | 1079 | 1076 | 1062 | 1026 | 1005 | 0985 | 1041 |

1988年から2018年までの間にこの町の人口は1,071人から1,004人まで67人、約 6.3 % 減少した。

## 行政

### 議会
この町の町議会は、選挙で選ばれた12議席の議員と第1町長とで構成されている。

### 首長
2014年からトーマス・バウマンが町長を務めている。彼は、2020年3月15日の対立候補がいない町長選挙で 94.7 % の支持票を獲得してさらに6年の任期を獲得した。

### 紋章
図柄: 基部は赤地と銀地の左右二分割。その上の主部は金地と赤地に左右二分割。向かって左は青い逆斜め帯の中に6つの突起がある金の星が3つ描かれている。向かって右は斜め十字に組み合わされた金と銀の鍵。

## 文化と見どころ

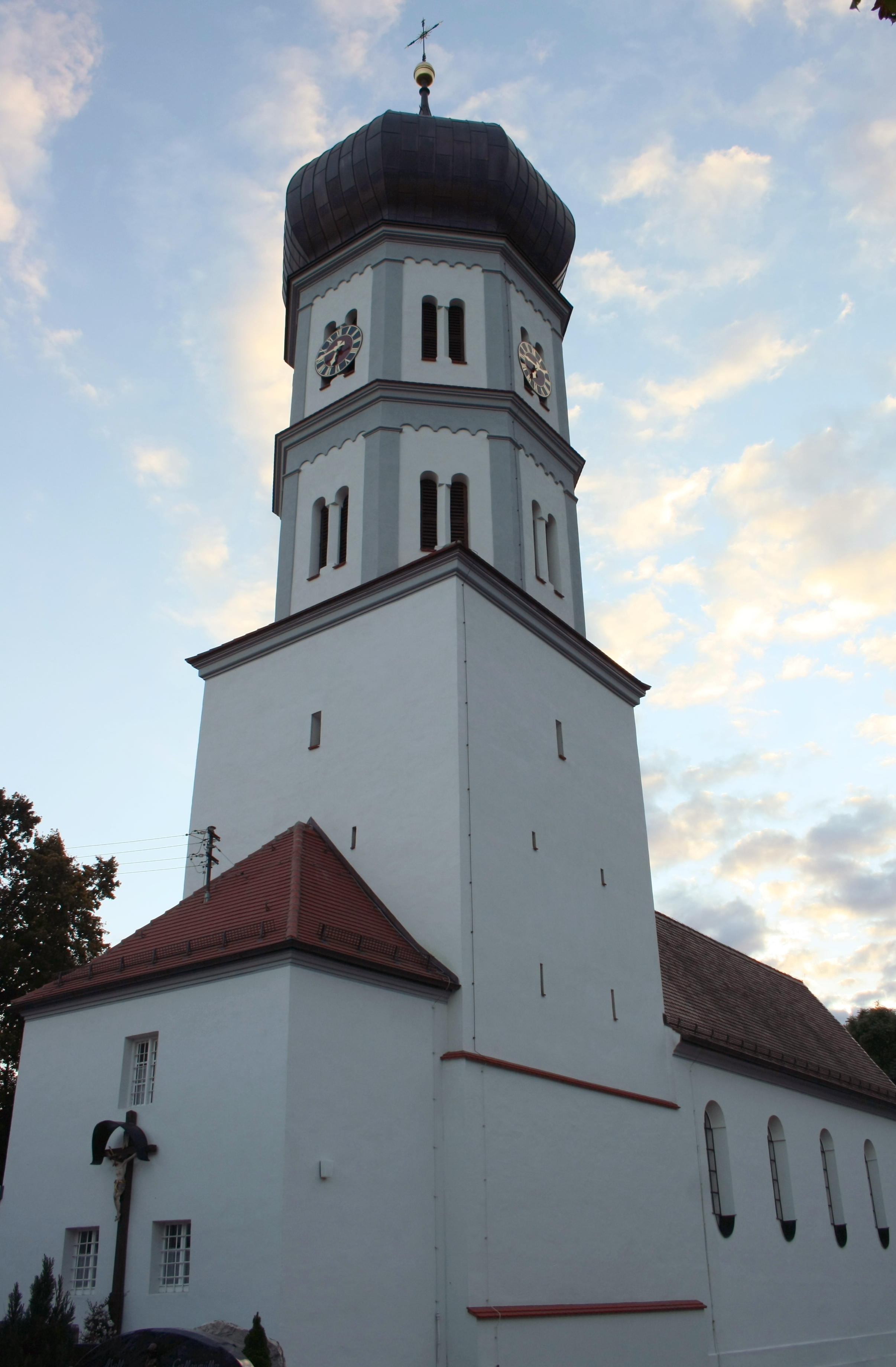
聖ヴェロニカ教会

- ツィールトハイムのカトリック教区教会聖ヴェロニカ教会
- ライスティンゲンのカトリック教区教会聖フィトゥス教会
- ダッテンハウゼンのカトリック支教会聖マルティン教会

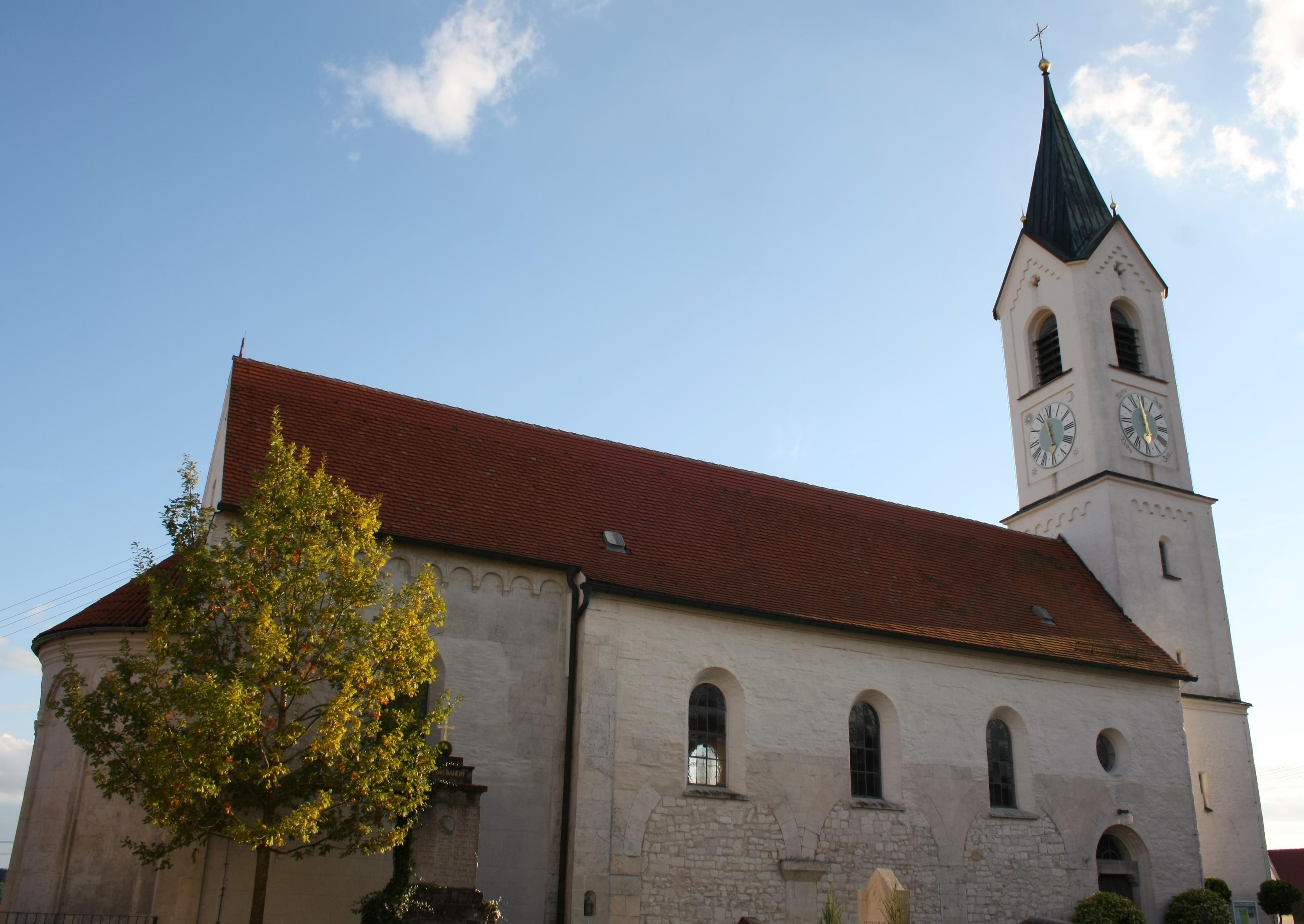
聖フィトゥス教会
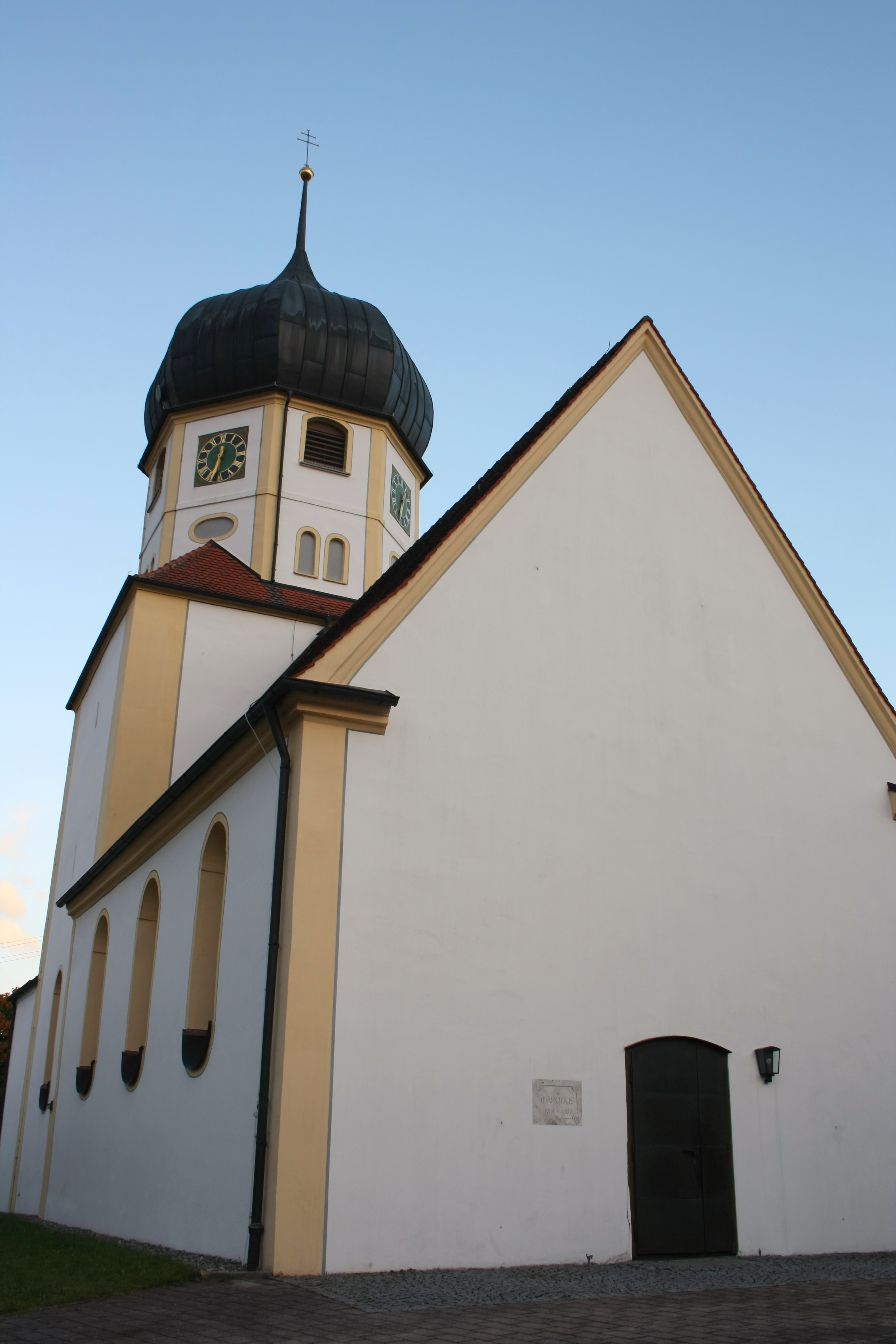
聖マルティン教会

## 経済と社会資本

### 経済
2022年現在ツィールトハイムでは、140人の社会保険支払い義務のある労働者が働いている。この街に住む社会保険支払い義務のある労働者は402人である。2020年には農家が25軒あり、農業用地の面積は 1,113 ha で、このうち849 ha が農耕地、264 ha が牧草地などの緑地である。
2022年のこの町の税収は 1,199,000ユーロで、このうち 396,000ユーロが産業税であった。

### 教育
2023年現在以下の施設がある。
- 児童教育施設 1園: 定員55人に対して48人が在籍している[13]。

この町の児童・生徒が在籍する基礎課程・中等学校は約 5 km 離れたヴィッティスリンゲンにある。

### 交通
州道2032号線が町を南北に貫いている。この道路を経由して南に向かうと連邦道16号線のインターチェンジに至る。
1906年から1972年まで、ディリンゲン・アン・デア・ドナウからアーレンに至るヘルツフェルト鉄道（廃線）の小さな駅がツィールトハイムとライスティンゲンにあった。現在その軌道跡はヘルツフェルト自転車道となっている。